# Indusdelfin
Der Indusdelfin (Platanista minor) ist eine sehr seltene Zahnwalart, die im Indus und seinen Nebenflüssen endemisch ist. Die verbliebenen etwas mehr als 1000 Tiere leben in drei durch Staudämme voneinander getrennten Populationen. Das heutige Verbreitungsgebiet erstreckt sich über 700 km und umfasst damit nur noch etwa 20 % des ursprünglichen Verbreitungsgebietes. 1970 wurde die Art in Pakistan unter Schutz gestellt.

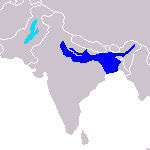
Hellblau die Verbreitung des Indusdelfin, dunkelblau die des Gangesdelfin

## Merkmale
Der Indusdelfin wird maximal 2,5 Meter lang und kann ein Gewicht von 90 kg erreichen. Weibchen sind größer und haben eine längere Schnauze. Das Kopfprofil ist durch die auffällige Melone steil und abgerundet. Auf der Melone findet sich ein länglicher, unebener Kamm, seitlich dessen hinteren Endes das längliche, schlitzartige Blasloch liegt. Die über den Mundwinkeln liegenden Augen sind kaum entwickelt und winzig. Die Schnauze ist gavialartig lang und sehr schlank. Der vordere, knollenartig verdickte Teil ist mit zahlreichen, länglichen und scharfen Zähnen besetzt. Das Genick der Tiere ist für Wale ungewöhnlich flexibel und beweglich. Der Rücken ist flach und breit. Auf dessen hinteren Abschnitt liegt die flache, dreieckige Finne, die in einem niedrigen Grat endet, der sich bis auf die breite Fluke erstreckt. Die Fluke ist hinten konkav und hat lange, spitze Enden. Die Flipper sind breit und paddelartig. Ihre Hinterkanten sind flach oder gewellt, so dass ein fingerartiger Eindruck entsteht.
Indusdelfine sind olivgelb, olivbraun, graubraun oder graublau gefärbt. Die Bauchseite ist heller, oft rosig. Jungtiere sind einheitlich grau gefärbt.

## Oberflächenverhalten
Der Indusdelfin lebt allein oder paarweise. Er schwimmt normalerweise langsam und springt selten. Sprünge sind jedoch durch das laute Platschen auffällig. Die Fluke ist dabei nur selten sichtbar. Tauchgänge dauern zwischen 30 Sekunden und mehreren Minuten. Die Echoortungsklicks, die er zur Orientierung und Nahrungssuche abgibt, hören sich über der Wasseroberfläche wie Niesen an. Oft schwimmt er auf einer Seite liegend. Gegenüber Menschen ist er scheu.

## Bedrohung
Der Indusdelfin wird auf der Roten Liste der IUCN als stark gefährdet („endangered“) gelistet. Die Gesamtpopulation wird auf um 1000 Individuen geschätzt. Der größte Teil der Population (ca. 70 %) lebt im Abschnitt des Indus zwischen dem Staudamm bei Sukkur in der pakistanischen Provinz Sindh und der Guddu Barrage, einem Staudamm im Norden der Provinz.

## Systematik
Der Indusdelfin galt ursprünglich als Unterart des Gangesdelfin, von dem er sich äußerlich nicht unterscheidet. Heute besteht keine Einigkeit über die Taxonomie: In der Datenbank Mammal Species of the World wird der Indusdelfin als eigenständige Art geführt, während zum Beispiel er auf der Roten Liste der IUCN und von der Society for Marine Mammalogy unter dem Namen Platanista gangetica minor als Unterart von Platanista gangetica geführt wird, welche nach dieser Einteilung auch den Gangesdelfin umfasst. Taxonomische Kategorien wie Art und Unterart sind stets eine modellhafte Beschreibung von evolutionären Verwandtschaftsverhältnissen, weswegen es häufiger zu derartigen uneinheitlichen Klassifizierungen kommen kann.